# Reisbohne
Die Reisbohne (Vigna umbellata) ist eine Pflanzenart aus der Unterfamilie Schmetterlingsblütler (Faboideae) innerhalb der Familie der Hülsenfrüchtler (Fabaceae oder Leguminosae).
Diese weltweit gesehen unbedeutende Nutzpflanze ist nahe verwandt zu einer Reihe anderer „Bohnen“ genannter Feldfrüchte. Der deutsche Trivialname ist eine Übersetzung des englischen („Rice Bean“), wodurch die dem Reis ähnliche Zubereitungsweise ausgedrückt wird.

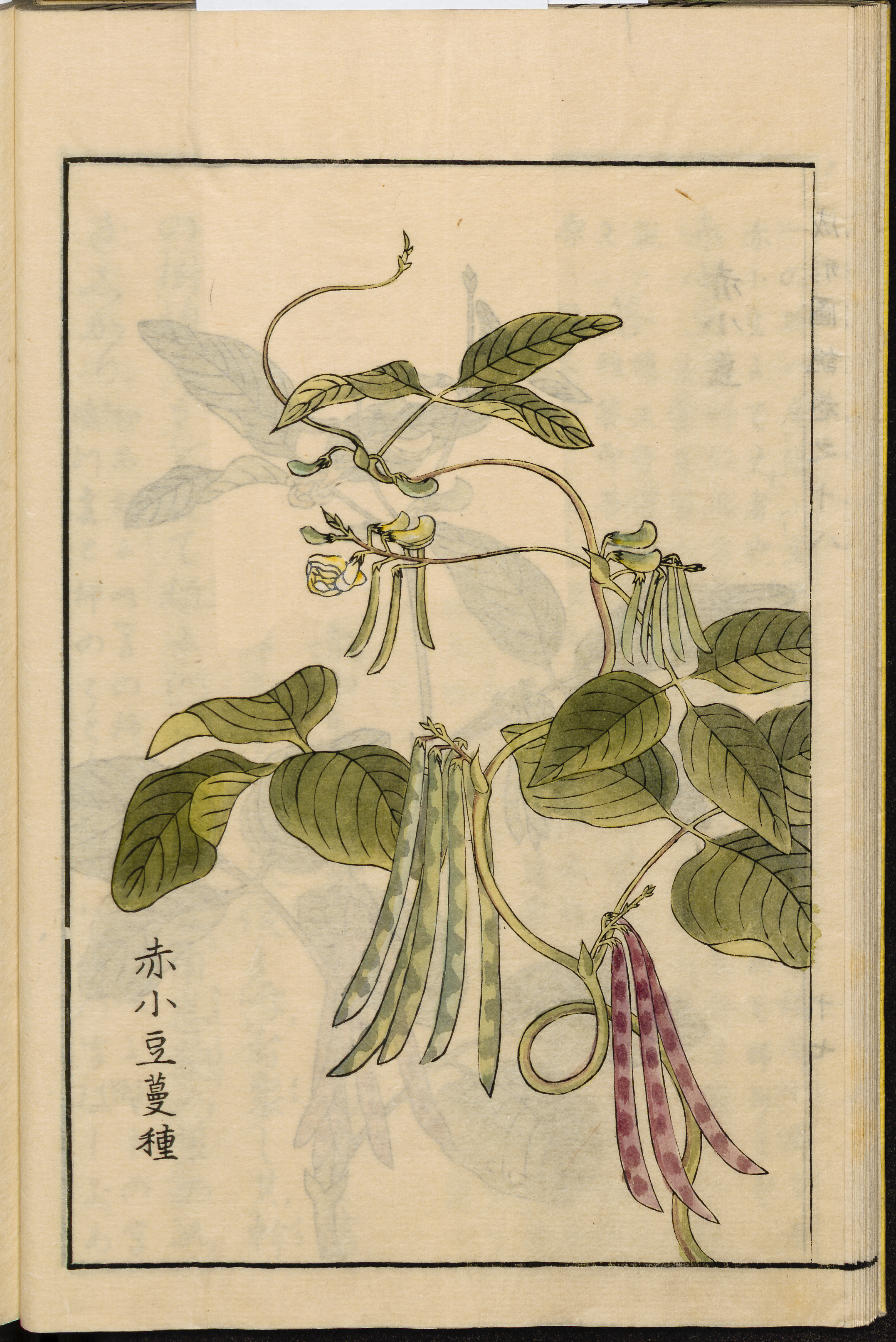
Reisbohne (Vigna umbellata), Illustration

## Vorkommen
Die Wildform der Reisbohne tritt vom zentralen Festlandchina bis Südostasien, südlich vom Himalaja bis Malaysia auf. Im gleichen Gebiet wurden traditionell auch die Kulturformen angebaut. Heute wird sie auch auf vielen tropischen Inseln des Pazifik sowie in Afrika genutzt. Die Niederschläge können zwischen 700 und 1700 mm liegen.

## Beschreibung
Die Reisbohne ist eine sehr schnell wachsende und sehr früh reifende, einjährige krautige Pflanze. Sie wächst aufrecht bis leicht hängend und erreicht Wuchshöhen von etwa 30 bis 70 cm oder stärker wachsende Sorten mit windenden oder liegenden Stängeln, die bis zu 3 Metern lang werden können. Die Stängel besitzen steife, kurze weiße Haare (Trichome). Die Laubblätter besitzen meist 2 bis 15, selten bis zu 37 cm langen Stiele und dreiteilige Blattspreiten. Die lang-ovalen bis lanzettlichen Teilblätter sind 5 bis 10 cm lang und 2,5 bis 6 cm breit. Die Blattränder sind meist glatt oder die seitlichen Teilblätter können auch leicht dreigelappt sein. Die Nebenblätter sind 8 bis 12 mm groß.
Die achselständig auf 5 bis 20 cm langen Stielen stehenden traubigen Blütenstände enthalten, jeweils zu zweit bis dritt auf einem Nodium zusammengefasst insgesamt fünf bis 20 Blüten. Die Tragblätter sind etwa 2,5 bis 3,0 mm lang und die Deckblätter an der Basis der Kelchblätter sind 3 bis 3,5 mm lang. Die zwittrigen Blüten sind zygomorph. Der flaumig behaarte Kelch ist etwa 4 mm lang mit fünf etwa 2 mm langen Kelchzähnen. Die fünf Kronblätter sind (hell)gelb. Die gebogene Fahne ist 9 bis 12 mm groß. Es erfolgt meist Selbstbefruchtung.

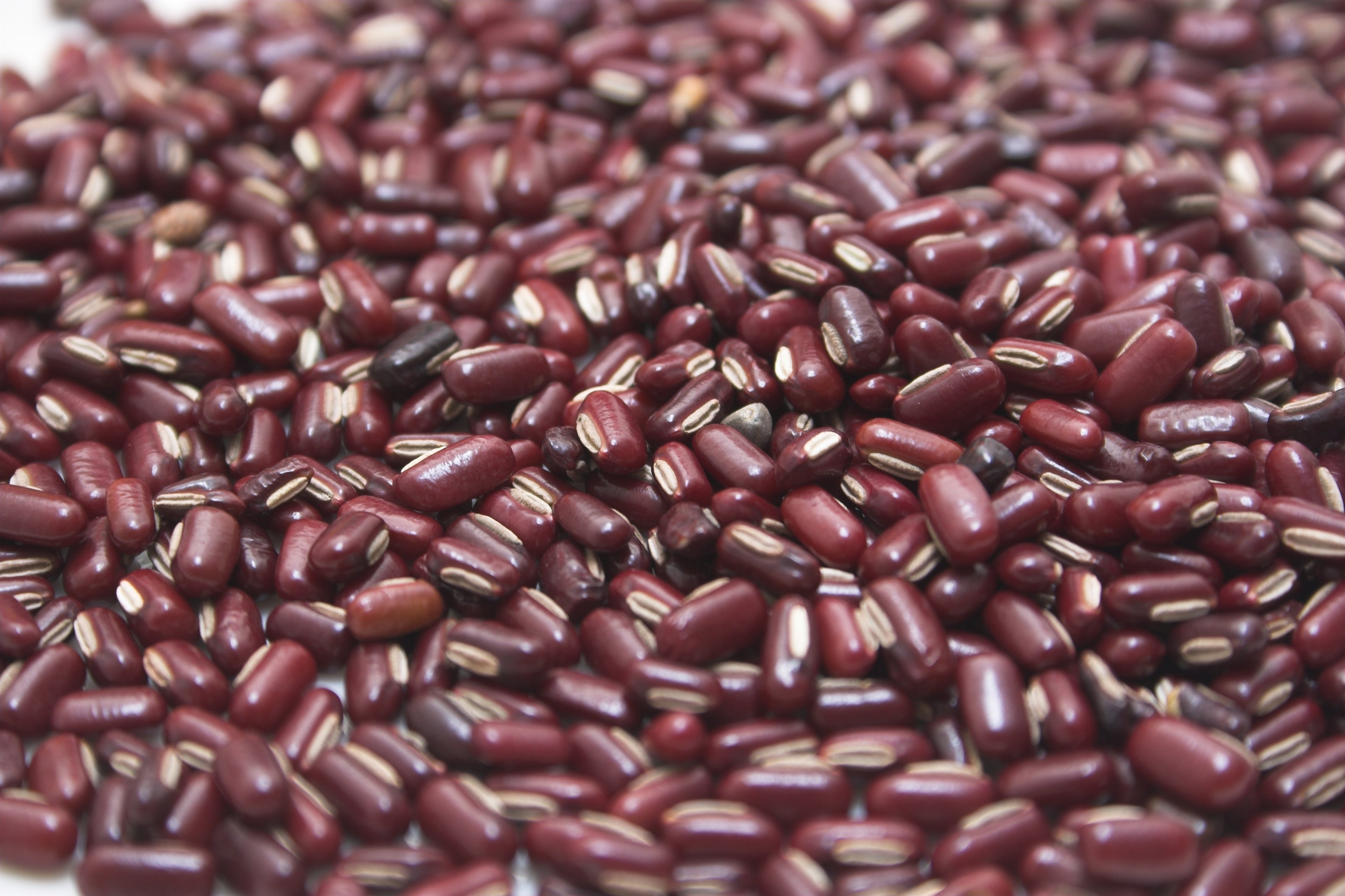
Samen der Reisbohne

Die langen, schlanken, unbehaarten Hülsenfrüchte weisen eine Länge von 6 bis 12 cm und einen Durchmesser von etwa 0,5 cm auf. Die reifen Hülsenfrüchte platzen leicht auf. Jede Hülsenfrucht enthält meist sechs bis acht, höchstens zwölf Samen. Die länglich rechteckigen, mit typischen Abrundungen an den Ecken, Samen sind etwa 5 bis 10 mm lang und 2 bis 5 mm dick. Das Tausendkorngewicht schwankt zwischen meist 30 und 120 höchstens bis 230 Gramm. Die Farbe der Bohnensamen variiert zwischen gelb, leuchtend rotbraun und schwarz, auch gesprenkelte Formen mit konkav länglichem, weißem Nabel gibt es und in Indien kommen vereinzelt auch grüne und grüngefleckte Samen vor.
Die Chromosomenzahl beträgt 2n = 22.

## Nutzung
Temperaturen um 30 °C, gute Wasserversorgung und lehmiger Boden bieten die besten Voraussetzungen für schnelles Wachstum und Reife; die Reisbohne gedeiht aber auch bei tieferen Temperaturen und kann ebenso Trockenheit überdauern. Die Bohne wird häufig als Zwischenkultur angepflanzt, da sie einen kurzen Vegetationszyklus hat. Die ganze Pflanze dient als Viehfutter oder als Gründünger. Sie wird ebenso in Mischkultur angepflanzt, z. B. zwischen Maispflanzen oder Sorghum.
Man kann junge Sprossen, die Blätter, die frischen Hülsen, die frischen Bohnen (= Samen) und die getrockneten Bohnen als menschliche Nahrung verwenden; letztere stellen den traditionellen Verwendungszweck dar.
Die Samen können ähnlich wie Mungbohnen oder Urdbohnen in der Küche verwendet werden z. B. für Dal, sind aber schwieriger zu ernten. In Nepal gibt es Quantee, ein Gericht, das zum Ende der Monsunzeit serviert wird und traditionell aus neun oder zehn verschiedenen Hülsenfrüchten besteht, dabei sind Reisbohnen eine notwendige Zutat.

## Taxonomie und Systematik
Die Erstveröffentlichung als Dolichos umbellatus erfolgte 1794 in Transactions of the Linnean Society of London, Band 2, Seite 339 durch Carl Peter Thunberg. Der aktuell gültige Name als Vigna umbellata (Thunb.) Ohwi & H.Ohashi in der Gattung Vigna wurde 1968 von Jisaburō Ōi & Hiroyoshi Ōhashi in Journal of Japanese Botany. [Shokubutsu Kenkyu Zasshi], Band 44, Seite 31 veröffentlicht. Synonyme für Vigna umbellata (Thunb.) Ohwi & H.Ohashi sind: Phaseolus calcaratus Roxb., Vigna calcarata (Roxb.) Kurz, Phaseolus pubescens Blume, Phaseolus ricciardus Ten., Dolichos umbellatus Thunb., Adzukia umbellata (Thunb.) Ohwi.
Vigna umbellata gehört zur Untergattung Ceratotropis in der Gattung Vigna.